# Piper cachimboense
Piper cachimboense är en pepparväxtart som beskrevs av Truman George Yuncker. Piper cachimboense ingår i släktet Piper och familjen pepparväxter. Inga underarter finns listade i Catalogue of Life.